# ウマ娘 プリティーダービー STARTING GATE
「ウマ娘 プリティーダービー STARTING GATE」（ウマむすめ プリティーダービー スターティングゲート）は、2016年11月30日から2018年6月13日までリリースされていた『ウマ娘 プリティーダービー』のキャラクターソングCDシリーズ。本記事では、『ウマ娘』シリーズ共通のイメージソング『うまぴょい伝説』についても併せて記述する。

## 概要
『ウマ娘 プリティーダービー』リリースに先駆けて発売された、キャラクターソングCDシリーズ第1弾。
3人のウマ娘をピックアップし、3人のソロ曲とユニット曲、ウマ娘共通のテーマソング『うまぴょい伝説』の参加ウマ娘バージョン、CDドラマを収録している。

## うまぴょい伝説
本作のテーマソング。2016年3月26日に開催された「AnimeJapan2016」のウマ娘 プリティーダービー発表時のPVで初披露された。また、フルバージョンの公開は2016年5月に開催されたイベント“マチ★アソvol.16”。アニメでは「うまよん」「うまゆる ぷりてぃ〜ぐれい」以外の作品全ての最終話のエンディングテーマとして使用された。ゲーム内ではURAファイナルズ決勝で優勝することで本曲が解放される。
作詞・作曲・編曲を担当した本田晃弘によれば、本作のテーマ曲となる電波ソングを発注された際、電波ソングがよくわかっていなかった彼はそのジャンルの楽曲を1000曲くらい聴いて勉強して試作したが、それでも「電波具合が足りない」と言われてしまったため、「こうなったら酒の力に頼るしかない」とワインを2本分飲み、パンツ1枚で踊りながら作曲したという。更に後日酔っていない素面で歌詞を仮歌として制作したところ1番がそのまま本採用されてしまう珍事が発生した。

### 参加ミュージシャン
- Violin:Ayasa、澤田昭子、澤田若菜
- Viola:島岡万里子、七海加奈
- Horn:長谷川陽一、三村愛子
- Trumpet:土澤咲子、織田祐亮、高澤綾
- Trombone:馬場祐介、黒沢沙紀
- Guitar:小原莉子
- Chorus & Special Thanks:川上紗耶

### カバー
- 片桐早苗（和氣あず未）・多田李衣菜（青木瑠璃子）・緒方智絵里（大空直美） - 2022年8月16日にゲーム『アイドルマスター シンデレラガールズ スターライトステージ』に追加収録。なお、歌唱者はそれぞれスペシャルウィーク・エアグルーヴ・タマモクロスの担当声優と同一であり、原曲も歌唱している。2023年4月5日発売のシングル「THE IDOLM@STER CINDERELLA GIRLS STARLIGHT MASTER R/LOCK ON! 15 サマーサイダー」に収録。

### 影響
- 2022年1月26日、メイタイファームは同年デビュー予定の生産馬の馬名を「ウマピョイ」に決定したことを報告し、公式Twitterでの報告の際には『ウマ娘』のウイニングライブの画像を共に投稿していた[5]。名前を決めたオーナーの大田恭充によれば、知人からの勧めで最初は「プリティーダービー」で申請したところ通らず、次に勧められた「ウマピョイ」で申請が通ったものだという[6]。ただし、大田は『ウマ娘』をプレイしておらず[6]、表向きには馬名の由来は本楽曲ではなく「馬が飛び跳ねる」としており[5]、第一案だった「プリティーダービー」の由来も「かわいい+英国の地名」だったとのことである[7]。この競走馬は、くしくも『ウマ娘』と園田競馬場のコラボである2024年6月27日の「疾風!スプリンターウマ娘まだまだ出走記念」で2勝目を挙げた。
しかし2025年6月22日、函館競馬場でのレース中に他の馬と接触して転倒し、「右橈骨開放骨折・予後不良」と診断され、接触され同様に予後不良診断が下った馬共々安楽死処分となった[8]。

## 01
2016年11月30日発売。スペシャルウィーク・サイレンススズカ・トウカイテイオーが参加。
収録曲
1. Fanfare for Future!
歌：スペシャルウィーク（和氣あず未）、サイレンススズカ（高野麻里佳）、トウカイテイオー（Machico）
作詞：Cygames（corochi）、作曲：光増ハジメ、編曲：EFFY
2. 恋はダービー☆
歌：トウカイテイオー（Machico）
作詞：Cygames（corochi）、作曲：Cygames（本田晃弘）、編曲：中西亮輔
3. Silent Star
歌：サイレンススズカ（高野麻里佳）
作詞：Cygames（corochi）、作曲・編曲：田中秀和（MONACA）
4. ドラマ「Special Today! -introduction-」
5. うまぴょい伝説
歌：スペシャルウィーク（和氣あず未）、サイレンススズカ（高野麻里佳）、トウカイテイオー（Machico）
作詞・作曲・編曲：Cygames（本田晃弘）
6. ドラマ「Special Today! -R1-」
7. わたしの印は大本命◎
歌：スペシャルウィーク（和氣あず未）
作詞・作曲：俊龍、編曲：Sizuk

## 02
2017年1月11日発売。マルゼンスキー・フジキセキ・オグリキャップが参加。
収録曲
1. 禁断Burning Heart
歌：マルゼンスキー（Lynn）
作詞・作曲・編曲：Cygames（本田晃弘）
2. DREAM JACK
歌：フジキセキ（松井恵理子）
作詞：白鷺雪兎、作曲：小高光太郎・UiNA、編曲：藤井亮太
3. unbreakable
歌：オグリキャップ（高柳知葉）
作詞：中村彼方、作曲・編曲：田村ジュン
4. ドラマ「Special Today! –R2-」
5. UNLIMITED IMPACT
歌：マルゼンスキー（Lynn）、フジキセキ（松井恵理子）、オグリキャップ（高柳知葉）
作詞：真崎エリカ、作曲・編曲：佐伯高志
6. うまぴょい伝説
歌：マルゼンスキー（Lynn）、フジキセキ（松井恵理子）、オグリキャップ（高柳知葉）

## 03
2017年1月25日発売。ゴールドシップ・ウオッカ・ダイワスカーレットが参加。
収録曲
1. CATCH THE VICTORY!
歌：ウオッカ（大橋彩香）
作詞：結城アイラ、作曲・編曲：向井健太
2. Rising Girl
歌：ダイワスカーレット（木村千咲）
作詞：中村彼方、作曲・編曲：中土智博
3. Goal To My SHIP
歌：ゴールドシップ（上田瞳）
作詞：真崎エリカ、作曲・編曲：佐々倉有吾
4. ドラマ「Special Today! –R3-」
5. うまぴょい伝説
歌：ゴールドシップ（上田瞳）、ウオッカ（大橋彩香）、ダイワスカーレット（木村千咲）
6. ぼくらのブルーバードデイズ
歌：ゴールドシップ（上田瞳）、ウオッカ（大橋彩香）、ダイワスカーレット（木村千咲）
作詞：Cygames（corochi）、作曲・編曲：藤井亮太・小高光太郎

## 04
2017年2月22日発売。タイキシャトル・グラスワンダー・ヒシアマゾンが参加。
収録曲
1. 奇跡を信じて！
タイキシャトル（大坪由佳）、グラスワンダー（前田玲奈）、ヒシアマゾン（巽悠衣子）
作詞：遠藤フビト、作曲・編曲：Cygames（内田哲也）
2. 鳥かごのロンリーバード
歌：ヒシアマゾン（巽悠衣子）
作詞：S-KEY-A、作曲・編曲：石井健太郎
3. 直感ノープロブレム！
歌：タイキシャトル（大坪由佳）
作詞：磯谷佳江、作曲：光増ハジメ、編曲：三谷秀甫
4. Secret GRADUATION
歌：グラスワンダー（前田玲奈）
作詞：真崎エリカ、作曲・編曲：渡邉俊彦
5. ドラマ「Special Today! -R4- Epilogue」
6. うまぴょい伝説
歌：タイキシャトル（大坪由佳）、グラスワンダー（前田玲奈）、ヒシアマゾン（巽悠衣子）

## 05
2017年4月5日発売。メジロマックイーン・エルコンドルパサー・テイエムオペラオーが参加。
収録曲
1. 世界は僕らの言いなりさ
歌：メジロマックイーン（大西沙織）、エルコンドルパサー（高橋未奈美）、テイエムオペラオー（徳井青空）
作詞・作曲・編曲：新田目翔
2. 帝笑歌劇〜讃えよ永久に〜
歌：テイエムオペラオー（徳井青空）
作詞：松井洋平、作曲：藤末樹、編曲：三谷秀甫
3. L's Surprise!!
歌：エルコンドルパサー（高橋未奈美）
作詞：真崎エリカ、作曲：太田貴之、編曲：板垣祐介
4. Waiting for Tomorrow
歌：メジロマックイーン（大西沙織）
作詞：中村彼方、作曲・編曲：中土智博
5. ドラマ「Special Today! -R5-」
6. うまぴょい伝説
歌：メジロマックイーン（大西沙織）、エルコンドルパサー（高橋未奈美）、テイエムオペラオー（徳井青空）

## 06
2017年5月3日発売。ナリタブライアン・シンボリルドルフ・エアグルーヴが参加。
収録曲
1. シャドーロールの誓い
歌：ナリタブライアン（相坂優歌）
作詞・作曲・編曲：Haggy Rock
2. EMPRESS GAME
歌：エアグルーヴ（青木瑠璃子）
作詞：朝倉路 作曲・編曲：渡部チェル
3. SEVEN
歌：シンボリルドルフ（田所あずさ）
作詞：Apis（TRYTONELABO）、作曲・編曲：TAKT（TRYTONELABO）
4. 大好きのタカラバコ
歌：ナリタブライアン（相坂優歌）、シンボリルドルフ（田所あずさ）、エアグルーヴ（青木瑠璃子）
作詞：Cygames（corochi）、作曲：Cygames（本田晃弘）、編曲：Cygames（本田晃弘）・松田彬人
5. ドラマ「Special Today! -R6-」
6. うまぴょい伝説
歌：ナリタブライアン（相坂優歌）、シンボリルドルフ（田所あずさ）、エアグルーヴ（青木瑠璃子）

## 07
2018年1月17日発売。スーパークリーク・マチカネフクキタル・ハルウララが参加。
収録曲
1. ドラマ「Dear Trainer ～オープニング～」
2. ドラマ「Dear Trainer ～ハルウララ～」
3. 今日もウララかケセラセラ！
歌：ハルウララ（首藤志奈）
作詞：真崎エリカ、作曲・編曲：佐々倉有吾
4. ドラマ「Dear Trainer ～大願成就の第一歩！～」
5. ドラマ「Dear Trainer ～マチカネフクキタル～」
6. Lucky Comes True!
歌：マチカネフクキタル（新田ひより）
作詞：松井洋平、作曲・編曲：森本貴大
7. ドラマ「Dear Trainer ～まだ見ぬあなたへ～」
8. ドラマ「Dear Trainer ～スーパークリーク～」
9. ふんわりSlowly
歌：スーパークリーク（優木かな）
作詞：磯谷佳江、作曲・編曲：渡部チェル
10. ドラマ「Dear Trainer ～エンディング～」
11. PRESENT MARCH♪
歌：スーパークリーク（優木かな）、マチカネフクキタル（新田ひより）、ハルウララ（首藤志奈）
作詞：真崎エリカ、作曲・編曲：HIROTOMO・塚田耕平・渡邉俊彦
12. うまぴょい伝説
歌：スーパークリーク（優木かな）、マチカネフクキタル（新田ひより）、ハルウララ（首藤志奈）

## 08
2018年2月14日発売。ゴールドシチー・セイウンスカイ・ユキノビジンが参加。
収録曲
1. ドラマ「Dear Trainer ～オープニング～」
2. うまぴょい伝説
歌：ゴールドシチー（香坂さき）、セイウンスカイ（鬼頭明里）、ユキノビジン（山本希望）
3. ドラマ「Dear Trainer ～気ままに爛漫に！～」
4. ドラマ「Dear Trainer ～セイウンスカイ～」
5. 気まぐれTuning Heart
歌：セイウンスカイ（鬼頭明里）
作詞：Soflan Daichi、作曲・編曲：高田暁
6. ドラマ「Dear Trainer ～憧れの姿は～」
7. ドラマ「Dear Trainer ～ゴールドシチー～」
8. 素顔のココロ
歌：ゴールドシチー（香坂さき）
作詞：Mitsu（TRYTONELABO）、作曲：Lucas（TRYTONELABO）、編曲：岡野裕次郎（TRYTONELABO）
9. ドラマ「Dear Trainer ～私らしい私で～」
10. ドラマ「Dear Trainer ～ユキノビジン～」
11. シティプリンセス！
歌：ユキノビジン（山本希望）
作詞：結城アイラ、作曲：南悠翔、編曲：遠藤直弥
12. ドラマ「Dear Trainer ～エンディング～」
13. A・NO・NE
歌：ゴールドシチー（香坂さき）、セイウンスカイ（鬼頭明里）、ユキノビジン（山本希望）
作詞：真崎エリカ、作曲・編曲：増田武史

## 09
2018年3月14日発売。メジロライアン・スマートファルコン・ファインモーションが参加。
収録曲
1. ドラマ「Dear Trainer ～オープニング～」
2. うまぴょい伝説
歌：メジロライアン（土師亜文）、スマートファルコン（大和田仁美）、ファインモーション（橋本ちなみ）
3. ドラマ「Dear Trainer ～気ままに爛漫に！～」
4. ドラマ「Dear Trainer ～メジロライアン～」
5. 希望ディスカバリー
歌：メジロライアン（土師亜文）
作詞：真崎エリカ、作曲・編曲：オオヤギヒロオ
6. ドラマ「Dear Trainer ～高嶺の花と壁の花～」
7. ドラマ「Dear Trainer ～スマートファルコン～」
8. 全速！前進！ウマドルパワー☆
歌：スマートファルコン（大和田仁美）
作詞：Apis（TRYTONELABO）、作曲：no_my、編曲：岡野裕次郎（TRYTONELABO）
9. ドラマ「Dear Trainer ～となりの青い芝生～」
10. ドラマ「Dear Trainer ～ファインモーション～」
11. 恋する世界
歌：ファインモーション（橋本ちなみ）
作詞・作曲・編曲：園田健太郎
12. ドラマ「Dear Trainer ～エンディング～」
13. 青春が待ってる
歌：メジロライアン（土師亜文）、スマートファルコン（大和田仁美）、ファインモーション（橋本ちなみ）
作詞・作曲：no_my、編曲：池田健仁（TRYTONELABO）

## 10
2018年4月18日発売。タマモクロス・サクラバクシンオー・ビコーペガサスが参加。
収録曲
1. ドラマ「Dear Trainer ～オープニング～」
2. うまぴょい伝説
歌：タマモクロス（大空直美）、サクラバクシンオー（三澤紗千香）、ビコーペガサス（田中あいみ）
3. ドラマ「Dear Trainer ～第一レース！開幕！知力・全力・時の運！～」
4. ドラマ「Dear Trainer ～サクラバクシンオー～」
5. 猪突猛進爆進中!!
歌：サクラバクシンオー（三澤紗千香）
作詞：宮嶋淳子（SUPA LOVE）・細見卓矢（SUPA LOVE）、作曲：細見卓矢（SUPA LOVE）、編曲：鈴木裕明（SUPA LOVE）
6. ドラマ「Dear Trainer ～第二レース！技能勝負！～」
7. ドラマ「Dear Trainer ～ビコーペガサス～」
8. 一撃入魂☆ペガサスパンチ
歌：ビコーペガサス（田中あいみ）
作詞：真崎エリカ、作曲・編曲：増田武史
9. ドラマ「Dear Trainer ～第三レース！決戦！体力勝負！～」
10. ドラマ「Dear Trainer ～タマモクロス～」
11. My Against Fight
歌：タマモクロス（大空直美）
作詞：真崎エリカ、作曲・編曲：田中俊亮
12. ドラマ「Dear Trainer ～閉幕！勝負の先に得たもの～」
13. ユメゾラ
歌：タマモクロス（大空直美）、サクラバクシンオー（三澤紗千香）、ビコーペガサス（田中あいみ）
作詞：村野直球、作曲・編曲：高田暁

## 11
2018年5月16日発売。ウイニングチケット・ナリタタイシン・ビワハヤヒデが参加。
収録曲
1. ドラマ「Dear Trainer ～オープニング～」
2. うまぴょい伝説
歌：ウイニングチケット（渡部優衣）、ナリタタイシン（渡部恵子）、ビワハヤヒデ（近藤唯）
3. ドラマ「Dear Trainer ～流儀：知と理を尽くして～」
4. ドラマ「Dear Trainer ～ビワハヤヒデ～」
5. 手綱と絆
歌：ビワハヤヒデ（近藤唯）
作詞・作曲・編曲：松坂康司
6. ドラマ「Dear Trainer ～流儀：勝利の切符を掴む～」
7. ドラマ「Dear Trainer ～ウイニングチケット～」
8. WINNING MELODY
歌：ウイニングチケット（渡部優衣）
作詞：結城アイラ、作曲・編曲：青木宏憲・廣澤優也
9. ドラマ「Dear Trainer ～流儀：己の殻を破る～」
10. ドラマ「Dear Trainer ～ナリタタイシン～」
11. 感情ノ黎明
歌：ナリタタイシン（渡部恵子）
作詞：真崎エリカ、作曲：原知也、編曲：ラムシーニ・原知也
12. ドラマ「Dear Trainer ～エンディング～」
13. 春空BLUE
歌：ウイニングチケット（渡部優衣）、ナリタタイシン（渡部恵子）、ビワハヤヒデ（近藤唯）
作詞：結城アイラ、作曲：shilo、編曲：松田彬人（虹音）

## 12
2018年6月13日発売。マンハッタンカフェ・エアシャカール・ナイスネイチャが参加。
発表当初はマヤノトップガンが参加予定であったが、担当声優の今村彩夏の引退に伴い、ナイスネイチャに変更された。
本作を最後に『STARTING GATE』シリーズ展開を終了、2021年3月17日より後継作品となる『WINNING LIVE』のシリーズ展開を開始した。
収録曲
1. ドラマ「Dear Trainer ～オープニング～」
2. ドラマ「Dear Trainer ～完全勝利のために～」
3. ドラマ「Dear Trainer ～エアシャカール～」
4. Air Race
歌：エアシャカール（津田美波）
作詞：中村彼方、作曲：小高光太郎・UiNA、編曲：小高光太郎・藤井亮太
5. ドラマ「Dear Trainer ～色のない私～」
6. ドラマ「Dear Trainer ～マンハッタンカフェ～」
7. 楽園
歌：マンハッタンカフェ（小倉唯）
作詞・作曲：shilo、編曲：高橋諒（Void_Chords）
8. ドラマ「Dear Trainer ～夢とか憧れとか～」
9. ドラマ「Dear Trainer ～ナイスネイチャ～」
10. アウト・オブ・トライアングル
歌：ナイスネイチャ（前田佳織里）
作詞：真崎エリカ、作曲：桑原聖（Arte Refact）、編曲：酒井拓也（Arte Refact）
11. ドラマ「Dear Trainer ～エンディング～」
12. Go This Way
歌：マンハッタンカフェ（小倉唯）、エアシャカール（津田美波）、ナイスネイチャ（前田佳織里）
作詞・作曲・編曲：Heart’s Cry
13. うまぴょい伝説
歌：マンハッタンカフェ（小倉唯）、エアシャカール（津田美波）、ナイスネイチャ（前田佳織里）

## Unit Song Collection
2021年9月22日発売。「STARTING GATE」シリーズのユニット曲を収録したベストアルバム。
ナリタブライアンは2020年12月より担当声優が変更されているが、本アルバムでは過去の音源がそのまま収録されている。また、エルコンドルパサー役の高橋未奈美は2020年12月より芸名を髙橋ミナミに変更しており、本アルバムでは改名後の名義で記載されている。
収録曲
1. Fanfare for Future!
歌：スペシャルウィーク（和氣あず未）、サイレンススズカ（高野麻里佳）、トウカイテイオー（Machico）
2. UNLIMITED IMPACT
歌：マルゼンスキー（Lynn）、フジキセキ（松井恵理子）、オグリキャップ（高柳知葉）
3. ぼくらのブルーバードデイズ
歌：ウオッカ（大橋彩香）、ダイワスカーレット（木村千咲）、ゴールドシップ（上田瞳）
4. 奇跡を信じて！
歌：タイキシャトル（大坪由佳）、グラスワンダー（前田玲奈）、ヒシアマゾン（巽悠衣子）
5. 世界は僕らの言いなりさ
歌：メジロマックイーン（大西沙織）、エルコンドルパサー（髙橋ミナミ）、テイエムオペラオー（徳井青空）
6. 大好きのタカラバコ
歌：ナリタブライアン（相坂優歌）、シンボリルドルフ（田所あずさ）、エアグルーヴ（青木瑠璃子）
7. PRESENT MARCH♪
歌：スーパークリーク（優木かな）、マチカネフクキタル（新田ひより）、ハルウララ（首藤志奈）
8. A・NO・NE
歌：ゴールドシチー（香坂さき）、セイウンスカイ（鬼頭明里）、ユキノビジン（山本希望）
9. 青春が待ってる
歌：ファインモーション（橋本ちなみ）、メジロライアン（土師亜文）、スマートファルコン（大和田仁美）
10. ユメゾラ
歌：タマモクロス（大空直美）、サクラバクシンオー（三澤紗千香）、ビコーペガサス（田中あいみ）
11. 春空BLUE
歌：ウイニングチケット（渡部優衣）、ナリタタイシン（渡部恵子）、ビワハヤヒデ（近藤唯）
12. Go This Way
歌：マンハッタンカフェ（小倉唯）、エアシャカール（津田美波）、ナイスネイチャ（前田佳織里）